# 1788
1788 (MDCCLXXXVIII) fue un año bisiesto comenzado en martes según el calendario gregoriano.

## Acontecimientos

### Asia
- 6 - 9 de marzo: Se produce un gran incendio en Kioto, Japón.[1]
- 17 de junio: El Imperio maratha restablece su supremacía sobre el norte de la India.[2]
- Noviembre: el Imperio Chino Qing inicia su invasión de Vietnam, la cual terminará en fracaso al año siguiente.[3]
- 17 de diciembre: los chinos toman Hanói.[3]
- 22 de diciembre: Nguyễn Huệ asciende al trono de Vietnam.[3]

### Europa
- 1 de enero: Publicación del primer número de "The Times" (Inglaterra).
- 26 de enero: Día de Australia. Arthur Phillip llega con los once navíos de la Primera Flota a la cala de Sídney, fundado la colonia de Nueva Gales del Sur.
- 26 de enero: Últimas noticias de la expedición de La Pérouse antes de desaparecer en el Océano Pacífico.
- 19 de febrero: Se funda la Société des amis des Noirs, organización francesa abolicionista.
- 21 de marzo: El Gran incendio de Nueva Orleans destruye más de 800 viviendas y edificios públicos en la ciudad.[4]
- 15 de mayo: Inician las Guerras de frontera de Australia.
- 7 de junio: Jornada de las Tejas. El gobernador de Delfinado intenta dispersar a los parlamentarios con tropas, lo que inicia un motín en la ciudad.
- 9 de junio: Se constituye la African Association, organización británica dedicada al conocimiento y exploración del África Occidental.
- 11 de julio: Catalina II de Rusia declara la guerra a Suecia tras el ultimátum de Gustavo III de Suecia, iniciando la Guerra ruso-sueca de 1788-1790.[5]
- 8 de octubre: Luis XVI de Francia acepta la formación de los Estados generales de 1789.
- 5 de octubre: Segunda Asamblea de notables en Francia.
- 14 de diciembre: Ascensión al trono de España de Carlos IV.

### Estados Unidos de América
- 2 de enero: Georgia ratifica la Constitución y se convierte en el cuarto estado de la Unión.
- 9 de enero: Connecticut ratifica la Constitución y se convierte en el quinto estado de la Unión.
- 6 de febrero: Massachusetts ratifica la Constitución y se convierte en el sexto estado de la Unión.
- 28 de abril: Maryland ratifica la Constitución y se convierte en el séptimo estado de la Unión.
- 23 de mayo: Carolina del Sur ratifica la Constitución y se convierte en el octavo estado de la Unión.
- 21 de junio: Nueva Hampshire ratifica la Constitución y se convierte en el noveno estado de la Unión.
- 25 de junio: Virginia ratifica la Constitución y se convierte en el décimo estado de la Unión.

### Sin exactitud de fecha
- Virreinato de La Nueva Granada: Es descubierto por un esclavo conocido como "El negro Pío", la propiedad curativa del Guaco (planta) en contra de las mordeduras de culebras. Su estudio se incluyó por Francisco Javier Matiz en la Expedición Botánica, quien hizo morderse de una culebra para verificar su efectividad.
- Se inaugura la Ermita barroca del Real Cortijo de San Isidro (Aranjuez), mandada construir por Carlos III.
- Empiezan los ataques del conocido como monstruo de Londres.

## Arte y literatura
- Schiller - Los dioses de Grecia.
- Publicación de la Crítica de la razón práctica de Immanuel Kant.
- Robert Burns publica su poema Auld Lang Syne.

## Música
- 10 de agosto: Wolfgang Amadeus Mozart compone su última sinfonía, n.º41.

## Ciencia y tecnología
- Gmelin describe por primera vez la foca del Caspio (Pusa caspica)
- Gmelin describe por primera vez la foca de Baikal (Pusa sibirica)

## Nacimientos
- 22 de enero: Lord Byron, poeta británico (f. 1824)
- 22 de febrero: Arthur Schopenhauer, filósofo alemán (f. 1860)
- 3 de marzo: Fernando Estévez, escultor español (f. 1854)
- 29 de marzo: Carlos María Isidro de Borbón, infante español, pretendiente carlista al trono español (f. 1855)
- 16 de mayo: Friedrich Rückert, escritor alemán (f. 1866)
- 18 de junio: Carl Sigismund Kunth, botánico alemán (f. 1856)
- 24 de octubre: Rafael Urdaneta, militar y Político Venezolano.
- 11 de noviembre: Mijaíl Jurjew Wielhorsky, aristócrata, músico y mecenas ruso (f. 1856)
- 20 de noviembre: Félix Varela, filósofo y teólogo cubano (f. 1853)
- 29 de diciembre: Tomás de Zumalacárregui, militar español, (f. 1835)

## Fallecimientos
- 31 de enero: Carlos Eduardo Estuardo, el Pretendiente, aristócrata jacobita escocés (n. 1720).
- 16 de abril: Georges-Louis Leclerc de Buffon, matemático, biólogo y cosmólogo francés (n. 1707)
- 8 de agosto: Louis François Armand de Vignerot du Plessis, noble y militar francés (n. 1696)
- 11 de septiembre: José, Príncipe de Brasil, heredero de la Corona portuguesa (n. 1761)
- 14 de diciembre: Carlos III, Rey de España. (n. 1716)
- Jean-François de La Pérouse, marino y explorador francés. (n. 1741)
- Toriyama Sekien, artista del género ukiyo-e de pintura japonesa.